# 285 Dywizja Strzelecka (ZSRR)
285 Dywizja Strzelecka (ros. 285-я стрелковая дивизия) – związek taktyczny (dywizja) Armii Czerwonej.
Sformowana w 1941 w związku z niemieckim atakiem na ZSRR. Broniła Leningradu przed atakami armii niemieckiej  i forsowała Iżorę. W czasie walk na ziemiach polskich wchodziła w skład 55 Korpusu Piechoty. Jej szlak bojowy w 1945 prowadził z linii Wisły przez: Zawiercie, Dąbrowę Górniczą, Chorzów i Strzegom. Wojnę zakończyła w mieście Jaroměř, w Czechosłowacji.

## Dowódcy dywizji
- płk Nikołaj Suchariew[1]